# Hans Erler (Schriftsteller)
Hans Erler (* 18. Februar 1942 in Berlin) ist ein deutscher politischer Schriftsteller und Herausgeber.
Er beschäftigt sich vor allem mit jüdischem Denken, der jüdischen Geschichte und dem jüdischen Fundament der SPD.

## Leben
Hans Erler ist der Sohn des 1967 verstorbenen ehemaligen SPD-Fraktions- und stellvertretenden Parteivorsitzenden Fritz Erler.
Er studierte in Tübingen und in Köln, wo er 1979 zum Dr. phil. promoviert wurde, und war von 1980 bis 2007 insgesamt 27 Jahre lang für die Konrad-Adenauer-Stiftung tätig. Unmittelbar nach seinem Eintritt in den Ruhestand trat er der SPD bei. Seine Anregung, das Judentum als die erste der geistigen Wurzeln der Sozialdemokratie in das neue Hamburger Grundsatzprogramm der SPD aufzunehmen, wurde 2007 von der Parteiführung aufgegriffen.

## Familie
Hans Erler war seit 1968 mit Ursula Erler (1942–2019) verheiratet. Das Paar hat zwei Töchter und lebte seit 1974 in Wiehl-Marienhagen. Hans Erler ist der Bruder von Gisela Erler und von Wolfgang Erler.

## Werke
Als Autor
- Fritz Erler contra Willy Brandt – Demokratie oder Volksfront in Europa, Stuttgart 1976
- Hannah Arendt, Hegel und Marx – Studien zu Fortschritt und Politik, Köln Wien 1979
- Judentum und Sozialdemokratie. Das antiautoritäre Fundament der SPD, Würzburg 2009
- Zur Aktualität des Judentums. Vorträge 1997 bis 2010, Würzburg 2011
- Sachte Blumen sind öffentlich. Das Geländer der Poesie, Würzburg 2012 (Gedichte)

Als Herausgeber
- Meinetwegen ist die Welt erschaffen. Das intellektuelle Vermächtnis des deutschsprachigen Judentums, Frankfurt 1997
- Der Dialog zwischen Juden und Christen. Versuche des Gesprächs nach Auschwitz, Frankfurt 1999 (darin als Autor: Philosophischer Antijudaismus: Hegel)
- Jüdisches Leben und jüdische Kultur in Deutschland. Geschichte, Zerstörung und schwieriger Neubeginn, Frankfurt 2000 (darin als Autor: Judentum und Sozialdemokratie: Moses Hess – Karl Marx – Ferdinand Lassalle – Eduard Bernstein)
- Judentum verstehen. Die Aktualität jüdischen Denkens von Maimonides bis Hannah Arendt, Frankfurt 2002 (darin als Autor: Das politische Universum des Judentums: Leo Baeck – Martin Buber – Theodor W. Adorno – Hannah Arendt)
- Erinnern und Verstehen. Der Völkermord an den Juden im politischen Gedächtnis der Deutschen, Frankfurt 2003
- Gegen alle Vergeblichkeit. Jüdischer Widerstand gegen den Nationalsozialismus, Frankfurt 2003

| Personendaten    | Personendaten                                        |
| ---------------- | ---------------------------------------------------- |
| NAME             | Erler, Hans                                          |
| KURZBESCHREIBUNG | deutscher politischer Schriftsteller und Herausgeber |
| GEBURTSDATUM     | 18. Februar 1942                                     |
| GEBURTSORT       | Berlin                                               |